# Antonio Toledo Munuera
Antonio Toledo Munuera (1947) és un extaekwondista i directiu esportiu.
Al tretze anys es va iniciar al món de l'esport practicant el ciclisme i la gimnàstica i a setze va començar, paral·lelament, a practicar les arts marcials, competint en judo, jujutsu, karate i taekwondo. L'any 1976 va participar en el primer Campionat d'Europa de taekwondo disputat a Barcelona, però una lesió li va impedir continuar, i poc després es va retirar de la competició. Va començar la docència l'any 1969 fundant el primer club de judo d'Olesa de Montserrat i donant classes durant tres anys. El 1970 va obrir el seu propi club de taekwondo, el Toledo Dong Yang de Sabadell, amb el qual va guanyar diversos Campionats de Catalunya per equips. També va guanyar les dues úniques convocatòries del Campionat d'Espanya per clubs a Cartagena. Així mateix, el Toledo Don Yang va ser campió de Catalunya en tècnica i pumse infantil i adult. Del seu club han sortit campions d'Espanya, d'Europa i del món, tant de tècnica com de competició, i s'hi han format desenes de cinturons negres i mestres de taekwondo. Cinturó negre novè dan, fou el primer i únic mestre de l'estat espanyol que aconseguí la màxima categoria del taekwondo. Fou seleccionador català i espanyol fins que el 1989 ocupà la presidència de la Federació Catalana de Taekwondo. És àrbitre de categoria internacional. Rebé la medalla d'or (2010) al mèrit esportiu de la federació espanyola.